# Theodor Borrer
Theodor Borrer (* 23. Oktober 1894 in Röschenz; † 22. März 1914 in Basel) war ein Schweizer Pionier der Luftfahrt. Vom August 1913 bis zu seinem tödlichen Absturz im März 1914 führte Borrer über 300 Flüge durch.

## Leben

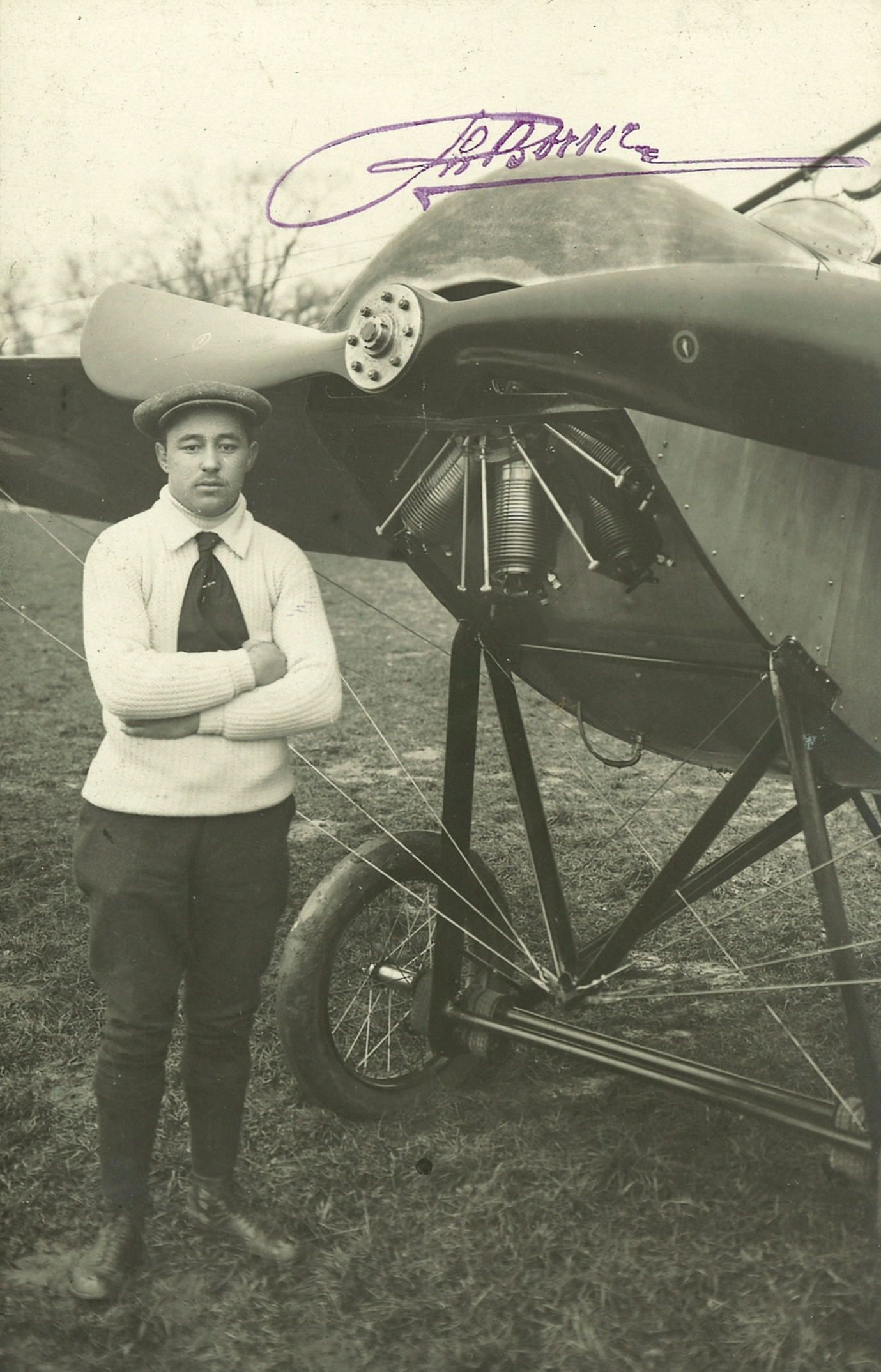
Theodor Borrer Ende 1913 oder Anfang 1914

Theodor Borrer wurde als zweites von acht Kindern des aus Grindel stammenden Ehepaares Theodor und Juliana Borrer-Scherrer in Röschenz geboren. 1896 zog die Familie nach Delsberg um, wo Borrer den grössten Teil seiner Schulzeit verbrachte. Sein letztes Schuljahr verbrachte er in Solothurn, nachdem seine Eltern 1910 das dortige Restaurant «Zum Schlachthaus» übernommen hatten. Laut einem Aufsatz von Paul Ludwig Feser im Sankt-Ursen-Kalender 1964 war der junge Borrer «für alles Technische leidenschaftlich interessiert» und begann daher eine Lehre als Elektroinstallateur, wechselte aber bald zum neu entstandenen Beruf des Automobilchauffeurs beziehungsweise Taxifahrers. Feser schreibt dies Borrers «Motorenfimmel» zu. 1913 liess er sich von einer französischen Familie in Genf als Privatchauffeur anstellen und gelangte mit ihr nach Paris. Er besuchte eine Flugschule in Mourmelon-le-Grand bei Reims und erhielt am 30. Juni 1913 als 39. Schweizer und erster Solothurner das internationale Flugbrevet.
Am 3. August 1913 flog er zusammen mit seinem Fluglehrer Edmond Labarre in seinem «Hanriot-Ponnier»-Eindecker 600 Kilometer von Reims über Belfort, Pruntrut, St. Ursanne und Delémont nach Solothurn, die ersten 350 Kilometer am Stück und bei schlechtem Wetter. Als er am 13. August desselben Jahres mit einem Passagier von Solothurn nach Bern flog, lockte dies am Zielort sechstausend Zuschauer an; vierhundert Füsiliere waren mit der Aufgabe betraut, den Landeplatz von den zahlreichen Schaulustigen frei zu halten. Borrer wurde von den Bundesräten Ludwig Forrer und Arthur Hoffmann im Bundeshaus beglückwünscht. Ab 17. August folgten aufsehenerregende Rundflüge unter anderem zum Weissenstein, wo sein Flugzeug sicher zwischenlandete. Bei der Landung soll allerdings Labarre die Steuerung des Flugzeugs übernommen haben. Anlässlich dieses Ereignisses wurden zu Borrers Ehren zwei Luftpost-Briefmarken (sogenannte Flugmarken) herausgegeben.
Vom 7. bis zum 11. September 1913 nahm der neunzehnjährige Borrer, der die Rekrutenschule noch nicht absolviert hatte, an einem Manöver der 2. Division bei Saint-Blaise teil. Zu den weiteren Teilnehmern des Manövers gehörten die Flugpioniere Oskar Bider und Theodor Real. Am 28. September nahm Borrer an einem Flugtag in Laufen teil. Im Anschluss daran führte er zusammen mit einem Passagier einen Postflug nach Solothurn durch, den er nach einer Panne mit einer Notlandung im Rohrbachgraben zwischen Seehof und Welschenrohr abbrechen musste. Ursprünglich war als Pilot für diesen Flugtag Oskar Bider vorgesehen, der jedoch nicht teilnehmen konnte, da er sich beim Manöver der 2. Division eine Kopfverletzung zugezogen hatte. Zwar soll laut dem vom Aero-Club der Schweiz herausgegebenen Werk Schweizer Luftfahrt (1941/42) Bider Borrer als Passagier begleitet haben, dies steht jedoch im Widerspruch zu späterer Literatur, nach der Bider sich zu diesem Zeitpunkt immer noch im Spital befand. Das Flugzeug wurde bei der Notlandung nur leicht beschädigt, Borrer und sein Begleiter blieben unverletzt. Die Postsendungen, für die ebenfalls eine Flugmarke mit Borrers Namen gedruckt worden war, wurden nicht beschädigt. Borrer und sein Passagier trugen die Postsäcke ins nahegelegene Gänsbrunnen an der Solothurn-Münster-Bahn, nahmen von dort den Zug nach Solothurn und lieferten die Post ab. Borrer erwarb ein neues Flugzeug, wiederum einen «Hanriot-Ponnier»  mit einem stärkeren Gnôme-Motor. Die dafür erforderlichen 30'000 Schweizer Franken konnte er mit Hilfe von Freunden und seiner Familie aufbringen.
Am 8. Dezember 1913 gelang Borrer der erste Flug von Dübendorf nach Avenches und zurück, wofür der Aero-Club der Schweiz ein Preisgeld von 5000 Schweizer Franken ausgesetzt hatte.

## Tödlicher Absturz

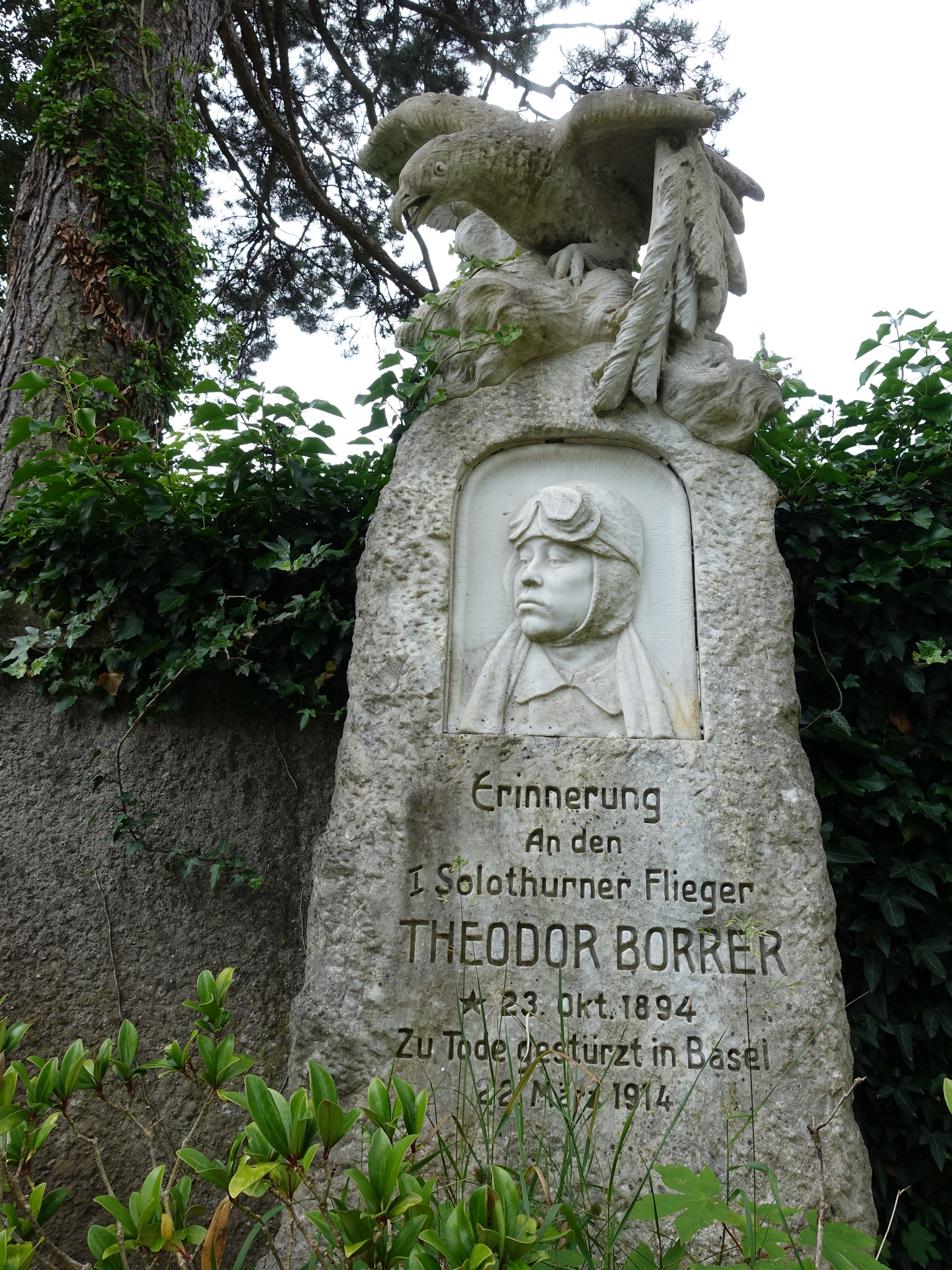
Grab auf dem Friedhof St. Katharinen, Solothurn

Am 22. März 1914 nahm Borrer nach über 300 erfolgreichen Flügen an einem internationalen Flugmeeting in Basel teil. An diesem Anlass trat auch der Franzose Jean Montmain (1888–1915) auf, dessen wagemutige Sturzflüge die Aufmerksamkeit des Publikums stärker zu fesseln vermochten als Borrers Passagier- und Einzelflüge. Borrers schwerere Maschine war für Flugakrobatik nicht geeignet. Durch die mangelnde Beachtung des Publikums fühlte er sich aber angestachelt, es Montmain gleichzutun, und begann trotz Warnungen Montmains ebenfalls mit Sturzflügen. Beim zweiten Sturzflug Borrers setzte der Motor aus, die Flügel knickten zusammen und die Maschine stürzte aus 300 Metern Höhe ab. Borrer war sofort tot.
Die Solothurner Zeitung schrieb am Tag nach dem Absturz:

«Plötzlich standen die Flügel des Apparates fast senkrecht in die Höhe und Mann und Maschine stürzten in die Tiefe. Der alte Vater Borrer fiel bei diesem entsetzlichen Anblick in eine Ohnmacht. Auch ein Bruder und eine Schwester Borrers waren Augenzeugen des Unglücks. Die Zuschauermenge, die nach Tausenden zählte, war aufs tiefste erschüttert. Ein älterer Mann erlitt einen Herzschlag und wurde tot vom Platze getragen.»

In Schweizer Luftfahrt (1941/42) heisst es von Borrer: «Der junge Flieger, eine der grössten Hoffnungen des Landes, fiel als das erste Opfer der Sensationsgierigkeit der Massen». Das 1968 in Solothurn errichtete Fliegerdenkmal «Ikarus» von Hans Borer erinnert an Borrer und weitere solothurnische Flugpioniere.
Seit 2013 steht eine Tafel zum Gedenken an Borrer auf dem Helyeplatz in Laufen.